# Эспиноса, Хуан
Хуан Эспиноса (исп. Juan Espinosa) — центральноамериканский политик, временно исполнявший обязанности Верховного главы Никарагуа (как составной части Федеративной республики Центральной Америки).

## Биография
В 1827 году на территории Никарагуа началась гражданская война, известная как «война Серда и Аргуэльо». Боевые действия быстро зашли в тупик, в стране наступило безвластие и политическая анархия. В этих условиях в ситуацию было вынуждено вмешаться федеральное правительство. Под его патронажем 1 ноября 1829 года в Ривасе собралась новая Законодательная Ассамблея, которая утвердила в качестве Верховного главы штата Никарагуа назначенного федеральным правительством видного гондурасского либерала Дионисио Эрреру. В связи с тем, что он мог прибыть в Никарагуа лишь несколько месяцев спустя, временно исполняющим обязанности Верховного главы в соответствии с Конституцией стал президент Палаты представителей Хуан Эспиноса.
Хуан Эспиноса вступил в должность 8 ноября 1829 года, и оставил своей штаб-квартирой Ривас. Он исполнял полномочия главы исполнительной власти вплоть до прибытия в апреле 1830 года Дионисио Эрреры, которому и передал их 10 мая 1830 года.
Во время своего пребывания во главе исполнительной власти Хуан Эспиноса издал 30 января 1830 года декрет, согласно которому город Гранада определялся как место пребывания высших властей Никарагуа.